# Авангард-3
Авангард-3, или Авангард SLV-7 (англ. Vanguard 3) — американский спутник для изучения околоземного пространства. Последний спутник, запущенный по программе «Авангард».

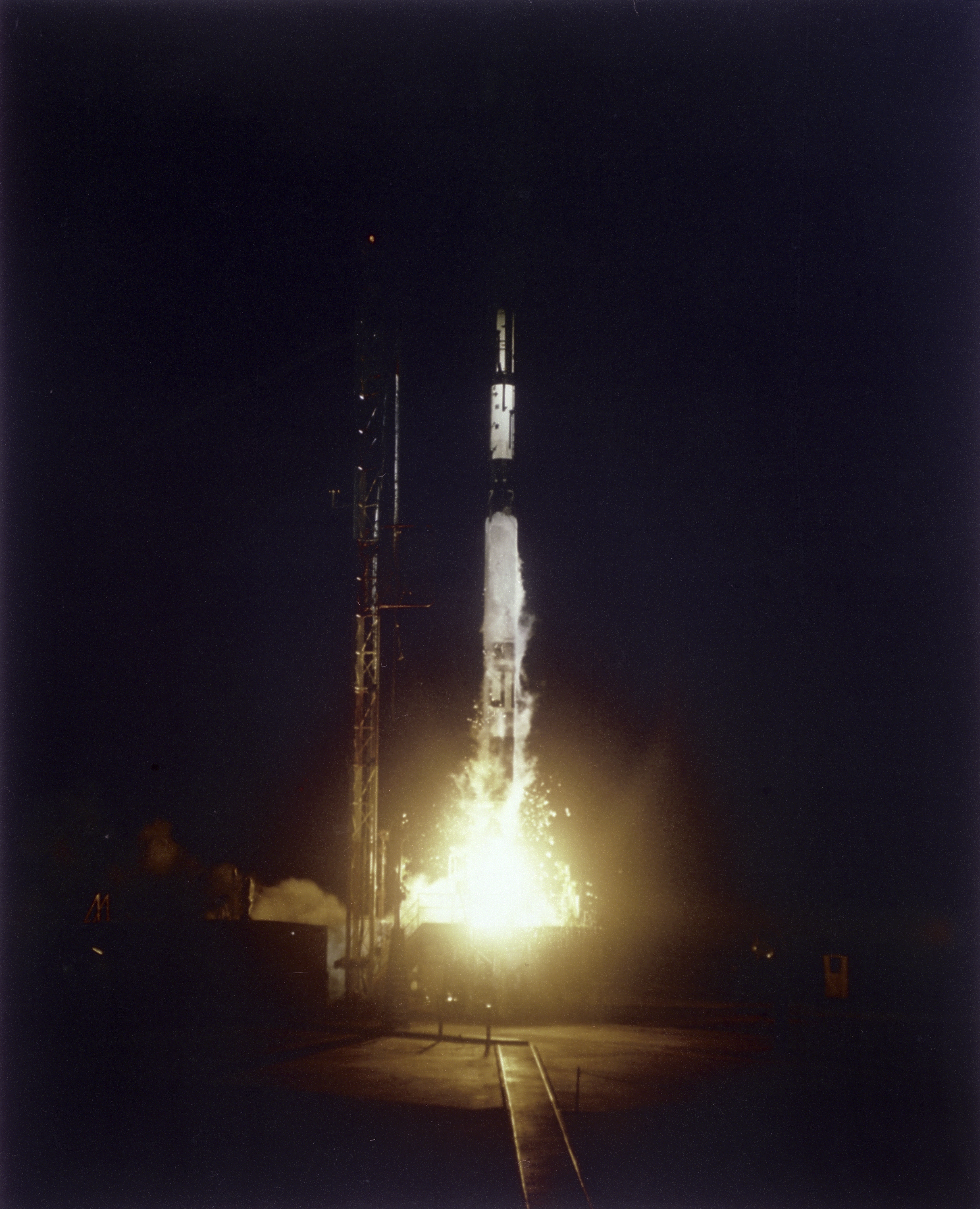
Запуск «Авангарда-3»

## Конструкция
Корпус аппарата имел сферическую форму с диаметром 50,8 сантиметров и был изготовлен из магниевого сплава. Питание обеспечивалось химическими аккумуляторами. Из научных инструментов были установлены магнитометр для измерения магнитного поля Земли, ионизационная камера для регистрации космической радиации и датчики микрометеоритов.

## Запуск
В ходе запуска 18 сентября 1959 года космический аппарат не смог отделиться от третьей ступени ракеты-носителя. Спутник передавал данные 84 дня, до 11 декабря 1959 года. По расчётам, Авангард-3 просуществует на орбите около трёхсот лет.